# Peter Unger
Peter K. Unger, né le 25 avril 1942 à New York, est un philosophe américain contemporain, professeur à l'Université de New York. Ses principaux intérêts se situent dans les domaines de la métaphysique, l'épistémologie, l'éthique et la philosophie de l'esprit.

## Biographie
Unger a suivi les cours à Swarthmore College en même temps que David Lewis, obtenant un bachelier en philosophie en 1962, et à l'Université d'Oxford, où il a étudié sous A. J. Ayer et a obtenu un doctorat en 1966.
Unger a composé une œuvre centrée notamment sur la thèse d'un scepticisme philosophique radical. Ses ouvrages n'ont pas encore été traduits en langue française.
Dans Ignorance (1975), il soutient que personne ne sait rien et même que personne n'est susceptible de se montrer raisonnable ou fondé à croire en quoi que ce soit.
Dans Philosophical Relativity (1984), il a fait valoir que de nombreuses questions philosophiques ne pourront jamais être définitivement réglées.
Dans le domaine de l'éthique appliquée, son ouvrage le plus connu est Living High and Letting Die (1996). Dans ce dernier, Il affirme que les citoyens des pays riches et développés ont un devoir moral de faire des dons substantiels aux organismes de bienfaisance qui sauvent des vies (comme Oxfam et l'UNICEF), et qu'une fois qu'ils ont donné de leur argent et leurs biens au-delà de ce qui est nécessaire pour survivre, ils doivent encore s'efforcer de donner ce qui appartient à d'autres, même si cela implique d'avoir à mendier, emprunter ou voler pour y parvenir.
Dans The Mental Problems of the Many (2002), il argumente en faveur d'un dualisme interactionniste entre les substances (spirituelles ou mentales, et matérielles) sur les questions de l'esprit et de la matière ; il soutient notamment que chacun de nous est une âme immatérielle. L'argument est élargi et fortifié dans son livre de 2006 intitulé All the Power in the World.
Dans Empty Ideas (2014), il soutient que la philosophie analytique n'a livré aucun résultat substantiel permettant d'éclairer notre réalité concrète.